# 埃爾雷馬塔德羅峰
9°04′45″N 70°48′22″W / 9.0793°N 70.8062°W
埃爾雷馬塔德羅峰（西班牙語：Pico El Rematadero），是委內瑞拉的山峰，位於該國西部梅里達州，處於拉庫拉塔山脈國家公園，南面有埃爾佩羅爾峰，海拔高度3,836米。